# 中田義元
中田 義元（なかた よしもと、1926年 - 2011年）は、日本の学者。元東京理科大学工学部教授。元駿台予備学校数学科講師、同主任。「3N+Y（野澤悍、中田義元、根岸世雄、山本茂年の頭文字から）」の一人として駿台の内外で親しまれていた。また、東京出版の月刊誌『大学への数学』の執筆をしていたこともある。

## 著書
- 『新しい線形代数』(東京教学社) 矢部博との共著
- 『コンピュータ情報処理教育入門』 (明治図書出版)
- 『大学への物理』 (研文社)
- 『大学入試 新数学コメンタール』（駿台文庫） 野澤悍、根岸世雄、山本茂年との共編

### 大学への数学シリーズ（研文書院）
研文書院が出版していた大学受験用の参考書『大学への数学』シリーズ。
- 『大学への数学I』
- 『大学への代数幾何』
- 『大学への基礎解析』
- 『大学への微分積分』

※ 共著者 根岸世雄、藤田宏、長岡亮介ら